# Epiactaea margaritifera
Epiactaea margaritifera es una especie de crustáceo decápodo de la familia Xanthidae. Originalmente fue incluida en el género Actaea.

## Distribución
Este crustáceo habita en aguas poco profundas desde el mar Rojo hasta las golfo de Tailandia. También se encuentra en Queensland, en Australia.